# Cumrun Vafa

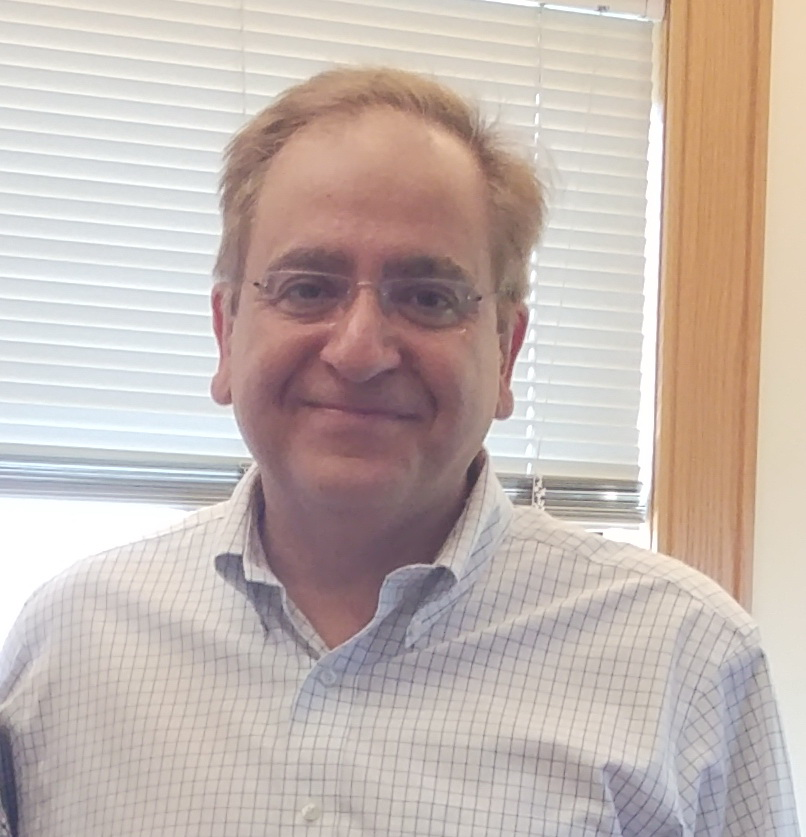
Cumrun Vafa in seinem Büro an der Harvard University (2016)

Cumrun Vafa (persisch کامران وفا [kɔːmˈrɔːn væˈfɔː]; * 1. August 1960 in Teheran) ist ein iranisch-amerikanischer Physiker und einer der führenden Stringtheoretiker.

## Leben
Cumrun Vafa besuchte die Alborz High School in Teheran, bevor er 1977 zum Studium in die USA ging. Er machte 1981 seinen Bachelor-Abschluss in Mathematik und Physik am MIT in Cambridge. Anschließend ging er an die Princeton University, wo er 1985 seine Doktorarbeit bei Edward Witten (Thema: Symmetries, Inequalities and Index Theorems) abschloss. Seit 1988 ist er Associate Professor und seit 1990 Professor an der Harvard University, wo er nach Abschluss seines Studiums 1985 als Harvard Junior Fellow anfing. Seit 2003 ist er Donner Professor of Science in Harvard. 1989 erhielt er von der Alfred P. Sloan Foundation ein Forschungsstipendium (Sloan Research Fellowship).

## Werk
Zu seinen wichtigsten Arbeiten zählen Beiträge zur F-Theorie, zur topologischen Stringtheorie und (zusammen mit Andrew Strominger) zur mikroskopischen Beschreibung der Entropie Schwarzer Löcher über Solitonenlösungen der Superstringtheorie. Ein Schwerpunkt seiner Forschung ist der Zusammenhang von Geometrie und Quantenfeldtheorien, die sich insbesondere aus den verschiedenen String-Dualitäten ergaben (Geometric Engineering of Quantum Field Theories, 1997). Zusammen mit Robert Brandenberger gehört dazu insbesondere das als Brandenberger-Vafa-Mechanismus bekannte Argument, warum sich nur eine makroskopische Zeitdimension und drei makroskopische Raumdimensionen entfalten. Mit Hiroshi Ōguri definierte er dabei im Jahr 1996 die Ooguri-Vafa-Metrik. Von ihm stammen auch Beiträge zur Spiegelsymmetrie (Mirror Symmetry) in der Stringtheorie und topologischen Stringtheorien, als er mit Rajesh Gopakumar 1998 eine neue topologische Invariante einführte (Gopakumar-Vafa-Invariante), die die BPS-Zustände von Calabi-Yau-3-Varietäten zählt und die Form einer Verteilungsfunktion in einer topologischen Quantenfeldtheorie hat.  Sie vermuteten (Gopakumar-Vafa-Vermutung), dass die Gromow-Witten-Invarianten von Calabi-Yau-3-Varietäten durch diese Gopakumar-Vafa-Invarianten ausgedrückt werden können. Beide sind auch verantwortlich für die Gopakumar-Vafa-Dualität.
Anhand der topologischen Stringtheorie (ein Stringtheorie-Modell, das in gewisser Hinsicht einfacher als die für realistische Modelle betrachtete Superstringtheorie ist) untersuchte er auch den Zusammenhang mit Quantengravitation (topologischer Gravitation). 1998 entwickelte er mit Gopakumar die Sichtweise, dass topologische Stringtheorien mit geschlossenen Strings (die Gravitation beschreiben) mit {\displaystyle SU(N)} Eichfeldtheorien für hohe {\displaystyle N} zusammenhängen und dass sich topologische Gravitation im Modellfall topologischer Eichfeldtheorien für diese im Grenzfall großer Eichgruppen (Parameter {\displaystyle N}) ergibt. Der Zusammenhang von Eichfeldtheorien und Gravitation war damals schon im Rahmen der M-Theorie und der AdS/CFT-Korrespondenz aktuell, die Berechnungen aber schwierig. 2004 schlug er mit Robbert Dijkgraaf und anderen die topologische M-Theorie als vereinheitlichte Theorie verschiedene Form-Theorien der Gravitation in unterschiedlichen Dimensionen vor.
Die von ihm 1996 eingeführte F-Theorie erlaubt die Konstruktion neuer String-Vakua, indem von einer 12-dimensionalen Theorie ausgegangen wird, die auf dem Torus kompaktifiziert wird. Das führt zu einer {\displaystyle SL(2,\mathbb {Z} )} S-Dualität der sich ergebenden IIB Superstringtheorie. Statt des Torus werden auch allgemeiner elliptisch gefaserte Mannigfaltigkeiten M verwendet (das heißt die Fasern haben die Struktur elliptischer Kurven, topologisch einem Torus entsprechend), wobei in der Superstringtheorie für M meist Calabi-Yau-Mannigfaltigkeiten gewählt werden, mit vier komplexen Dimensionen. Aus solchen und ähnlichen Konstruktionen ergab sich in den 1990er Jahren die Erkenntnis, dass es eine Fülle möglicher String-Vakua gibt (was mit dem Schlagwort landscape, Landschaft, bezeichnet wird).

## String-Landschaften und Sumpfland
Um die aus den zahlreichen möglichen String-Vakua bestehende Landschaft (String Landscape) einzugrenzen, schlug Vafa 2005 die Suche nach physikalisch überzeugenden Kriterien vor, die geeignet sind, unphysikalische String-Vakua (bzw. falsche, instabile oder metastabile Vakua) auszugrenzen (als Sumpfland, Swampland). Die Idee dieses Programms wurde schnell von Stringtheoretikern übernommen.
2005 stellte er mit Nima Arkani-Hamed, Lubos Motl und Alberto Nicolis als ein solches mögliches Kriterium vor, dass die Gravitation stets die schwächste Kraft ist (Weak gravity conjecture). Die Hypothese fand 2017 auch Anwendung im Ausschluss (Cosmic Censorship) Nackter Singularitäten in höherdimensionalen Gravitationstheorien.
2018 stellte Vafa eine weitere Sumpflandhypothese vor (De-Sitter-Sumpfland-Vermutung), die, falls sie zutrifft, die übliche Stringtheorie (mit den aus ihr bisher abgeleiteten kosmologischen Vorhersagen) ausschließen würde, und auch ein Problem für die gängigen Inflationsmodelle der Kosmologie darstellt. Nach der Hypothese muss die Vakuumenergiedichte (ausgedrückt durch ein skalares Potential {\displaystyle V} in Theorien der Quantengravitation) grundsätzlich stärker abfallen als eine Schranke, die durch {\displaystyle |\nabla V|\geq cV} gegeben ist (mit einer Konstante {\displaystyle c}). Die Entdeckung dunkler Energie in der Kosmologie widerspricht dem, da sie De-Sitter-Universen mit konstanter positiver Vakuumenergie entspricht. Nach Vafas Hypothese gehören diese nicht zur Landschaft möglicher String-Vakua, sondern zum physikalisch ausgeschlossenen Sumpfland. In den möglichen Universen muss nach Vafas De-Sitter-Sumpfland-Vermutung die Vakuumenergie entweder entsprechend der oben angegebenen Ungleichung abnehmen oder einen stabilen negativen Wert erhalten (Anti-de-Sitter-Raum). Letztere sind im Gegensatz zu De-Sitter-Universen leicht in den Stringtheorien zu konstruieren (die Schwierigkeit, De-Sitter-Universen in Stringtheorien zu konstruieren, war ein Motiv für Vafas Hypothese). Dynamisch veränderliche abnehmende dunkle Energie entspricht Quintessenz-Modellen der Dunklen Energie. Astronomische Beobachtungen zur Dynamik dunkler Energie sind in Vorbereitung (Dark Energy Survey, das geplante Weltraumteleskop WFIRST, Euclid), um über diese Hypothese zu entscheiden. Die Vermutung von Vafa bringt aber auch gängige Inflationsmodelle der Kosmologie in Gefahr, da sie eine zu hohe Abnahmerate der Energie des Inflatonfeldes verlangt. Vafas Hypothese wurde nach ihrer Einführung und Vorstellung auf der Strings 2018 Konferenz kontrovers diskutiert.

## Ehrungen
1998 hielt er einen Plenarvortrag auf dem Internationalen Mathematikerkongress in Berlin (Geometric Physics). Seit 2005 ist er Mitglied der American Academy of Arts and Sciences und seit 2009 der National Academy of Sciences. 2008 erhielt er die Dirac-Medaille (ICTP), 2014 den Physics Frontiers Prize. Für 2016 wurde ihm der Dannie-Heineman-Preis für mathematische Physik zugesprochen, für 2017 der Breakthrough Prize in Fundamental Physics. Er ist Fellow der American Physical Society.

## Schriften (Auswahl)
Außer den in den Fußnoten zitierten Aufsätze:
- mit S. Kachru: Exact results for N=2 compactifications of heterotic strings. In: Nucl. Phys. B, 450, 1995, S. 69–89; arxiv:hep-th/9505105
- mit K. Hori, S. Katz, A. Klemm, R. Pandharipande, R. Thomas, R. Vakil, E. Zaslow: Mirror Symmetry. In: Clay Math. Monographs, 1, AMS, 2003
- mit Andrew Neitzke: Topological strings and their physical applications. 2004; arxiv:hep-th/0410178
- The string landscape and the swampland. 2005; arxiv:hep-th/0509212
- Geometry and GUT. 2009; arxiv:0911.3008
- Puzzles to unravel the universe. 2020, ISBN 979-8-6426-9363-6. Deutsch: Das Universum in Rätseln. 2021, ISBN 978-3527414062.